# Tschanysee
Der Tschanysee (russisch Чаны) ist ein abflussloser See in der Barabasteppe im Südosten des Westsibirischen Tieflandes in Russland.
Der See liegt im Westen der Oblast Nowosibirsk auf einer Höhe von etwa 106 m. Der Wasserstand des Sees schwankt von Jahr zu Jahr sowie jahreszeitlich bedingt um etwa drei Meter. Damit ändert sich seine Fläche zwischen 1990 und 2600 km² (Stand Anfang der 1970er Jahre). Die mittlere Tiefe beträgt 2,2 Meter, die maximale zehn Meter.
Die Ufer des Tschanysees sind stark gegliedert. Es gibt eine größere Anzahl von sich in nordöstlich-südwestlich erstreckenden und sich nur wenige Meter über die Wasserfläche des Sees erhebenden Inseln. Über einen sieben Kilometer langen Arm (Koschurla) ist der See im Südwesten mit dem knapp 200 km² großen Kleinen Tschanysee (russ. Малые Чаны/ Malyje Tschany) verbunden.
Ein Großteil der Wassermenge wird dem See während der Schneeschmelze zugeführt, unter anderem durch den in den Kleinen Tschanysee mündenden Hauptzufluss Tschulym und dessen Nebenfluss Kargat. Der See gefriert zwischen zweiter Oktober- bis ersten Novemberhälfte und Mai.
Der westliche Teil des Sees wurde 1972 durch Verbindung einer Reihe von Inseln durch künstliche Dämme abgetrennt. Infolgedessen trocknete der Westteil praktisch aus, sodass die Seefläche heute nur noch 1700 km² beträgt.
Der Tschanysee ist ein nach der Ramsar-Konvention ausgewiesenes als Lebens- und Durchzugsraum für Wasservögel international bedeutsames Feuchtgebiet. Der brackige See (Salzgehalt 0,8 bis lokal sechs g/l) wird auch durch die Binnenfischerei genutzt (Sibirische Plötze, Hecht, Barsch, Karausche, Karpfen).
Eine Siedlung und eine Bahnstation an der etwa 40 Kilometer nördlich verlaufenden Transsibirischen Eisenbahn erhielten nach dem See den Namen Tschany.